# Tra due mondi (film 2001)
Tra due mondi è un film del 2001 diretto da Fabio Conversi.